# Idioma amdang
Amdang (en su propio idioma, llamado: sìmí amdangtí) es una lengua muy relacionada con el idioma fur. En 1983 había unos 5.000 hablantes de amdang en Chad. Principalmente se habla en el norte de Biltine, y esporádicamente en otros lugares de Wadai. Existen también pequeñas colonias de hablantes en Darfur, cerca de Woda'a y Fafa, y en Kordofán en el distrito de Abu Daza y en Magrur, al norte de Bara. La mayor parte del grupo étnico habla en la actualidad el árabe. También se conoce al amdang como Mimi, Mima, o Biltine. (El término "Mimi" también se aplica a otras lenguas de la zona).
El amdang es una de las dos lenguas fur, que juntas constituyen una rama de la familia nilosahariana.
El Ethnologue considera que el "Mimi" podría ser distinto del "Amdang"; sin embargo, la fuente que citan para apoyar la existencia de un mimi separado del amdang (Doornbos & Bender 1983) las considera idénticas, siendo "Amdang" tan sólo el nombre que recibe el "Mimi" en la zona de Biltine.